# Myriam Arévalos
Myriam Carolina Arévalos Villalba (5 de abril de 1993, Asunción,  Paraguay) es una modelo y reina de belleza paraguaya ganadora del título Miss Mundo Paraguay 2014 y representante de dicho país en el Miss Mundo 2014.

## Vida personal
Myriam nació en Asunción el 5 de abril de 1993, hija padres sampedranos. Habla español, guaraní, inglés, y portugués . Practica varios deportes, como natación, handball, tenis, volley y a la par es profesora de danza y Matemática. Es voluntaria de varias ONGs, la última a la que se incorporó fue a Un Techo para mi País. Es Licenciada en Relaciones Internacionales.

## Certámenes de belleza
En cuanto a los certámenes de belleza, empezó en un concurso local, Miss Playa Paraguay 2010, donde resultó vencedora, también fue ganadora en el concurso de Reina de Turismo Paraguay 2012, el cual le dio la posibilidad de traer una corona desde Ecuador, siendo elegida Miss Turismo Universo 2012.

## Nuestra Belleza Paraguay 2014
En el 2014, Arévalos decide postularse al concurso nacional Nuestra Belleza Paraguay, donde, representando al Departamento de San Pedro, fue elegida como Miss Mundo Paraguay 2014, título que le dio la posibilidad de representar a su país en Miss Mundo 2014.

## Miss Mundo 2014
Como parte de sus responsabilidades como Miss Mundo Paraguay, Myriam tiene el derecho de representar Paraguay en el certamen Miss Mundo 2014 donde competirá con otras 136 candidatas por el título mundial que hasta ahora ostenta la filipina Megan Young. La última vez que Paraguay clasificó entre las finalistas del certamen mundial fue en 2011, cuando Nicole Huber se posicionó entre las 20 finalistas.

## Miss Universo 2015
Myriam Arévalos como Miss Universo Paraguay 2015 (luego de la destitución por embarazo de Laura Garcete), viajó a Las Vegas, Nevada, Estados Unidos, para representar a Paraguay en el concurso de belleza Miss Universo 2015. Resultó ganadora la representante de Filipinas Pia Alonzo Wurtzbach durante la gran gala de coronación en el Hotel & Casino Planet Hollywood.
| Predecesor: Sally Jara Dávalos | Miss Universo Paraguay 2015 | Sucesor: Andrea Melgarejo |

| Predecesor: Coral Ruiz Reyes | Miss Mundo Paraguay 2014 | Sucesor: Giovanna Estefani Cordeiro |